# Кантакузен, Родион Матвеевич
Князь Родион (Радукан) Матвеевич Кантакузен (Radu Cantacuzino; 1725—1774) — валашский генерал, участник русско-турецкой войны 1768-74 годов, родоначальник русской ветви валашских Кантакузенов.
Радукан Кантакузен происходил из рода волохских бояр, греческого происхождения, ведший свой род от византийских императоров, племянник валашского спатария Пирву Кантакузена, убитого в стычке с турками в 1769 году. Радукан Кантакузен ещё до перехода на русскую службу участвовал в борьбе молдаван и валахов с турками, позже присоединился во главе отряда добровольцев (несколько сотен волонтёров) к армии графа Румянцева, действовавшей против турок, и участвовал в сражении при Кагуле. 
Впоследствии был принят в русскую службу, в 1770 году, полковником вместе с полком, сформированным им из уроженцев Валахии. Полковник Радукан Кантакузен во главе полка гусар участвовал в 1771 и 1773 годах во многих сражениях, особенно отличившись при осаде Силистрии.
От брака с Екатериной Маврокордато (ум. 1811 году) имел сыновей Ивана (1756—1828) и Николая (1761—1841). Его племянница Роксана Михайловна была женой боевого генерала А. П. Мелиссино. 